# Harjumaa
Harjumaa vagy Harju megye (észtül: Harju maakond) Észtország 15 megyéjének egyike. Területét nézve a 2. legnagyobb, lakosságát nézve a legnépesebb megye Észtországban. Az ország északi részén fekszik, északról a Finn-öböl, keleten Lääne-Virumaa
megye, délkeletről Järvamaa megye és délnyugatról Läänemaa megye határolja.
Tallinn, Észtország fővárosa is ebben a megyében található.

## Népesség
A település népessége az elmúlt években az alábbi módon változott:
| Lakosok száma | 572 103 | 575 601 | 576 265 | 582 556 | 589 610 | 598 059 | 605 029 | 609 515 | 638 076 | 646 315 |
|               | 2014    | 2015    | 2016    | 2017    | 2018    | 2019    | 2020    | 2021    | 2023    | 2024    |

## A megye közigazgatása
Harjumaa megyét 6 város (észtül: linn) és 17 község (vald) alkotja.
Városok:
- Keila
- Loksa
- Maardu
- Paldiski
- Saue
- Tallinn

Községek:
- Aegviidu
- Anija
- Harku
- Jõelähtme
- Keila
- Kernu
- Kiili
- Kose
- Kuusalu
- Nissi
- Padise
- Raasiku
- Rae
- Saku
- Saue
- Vasalemma
- Viimsi

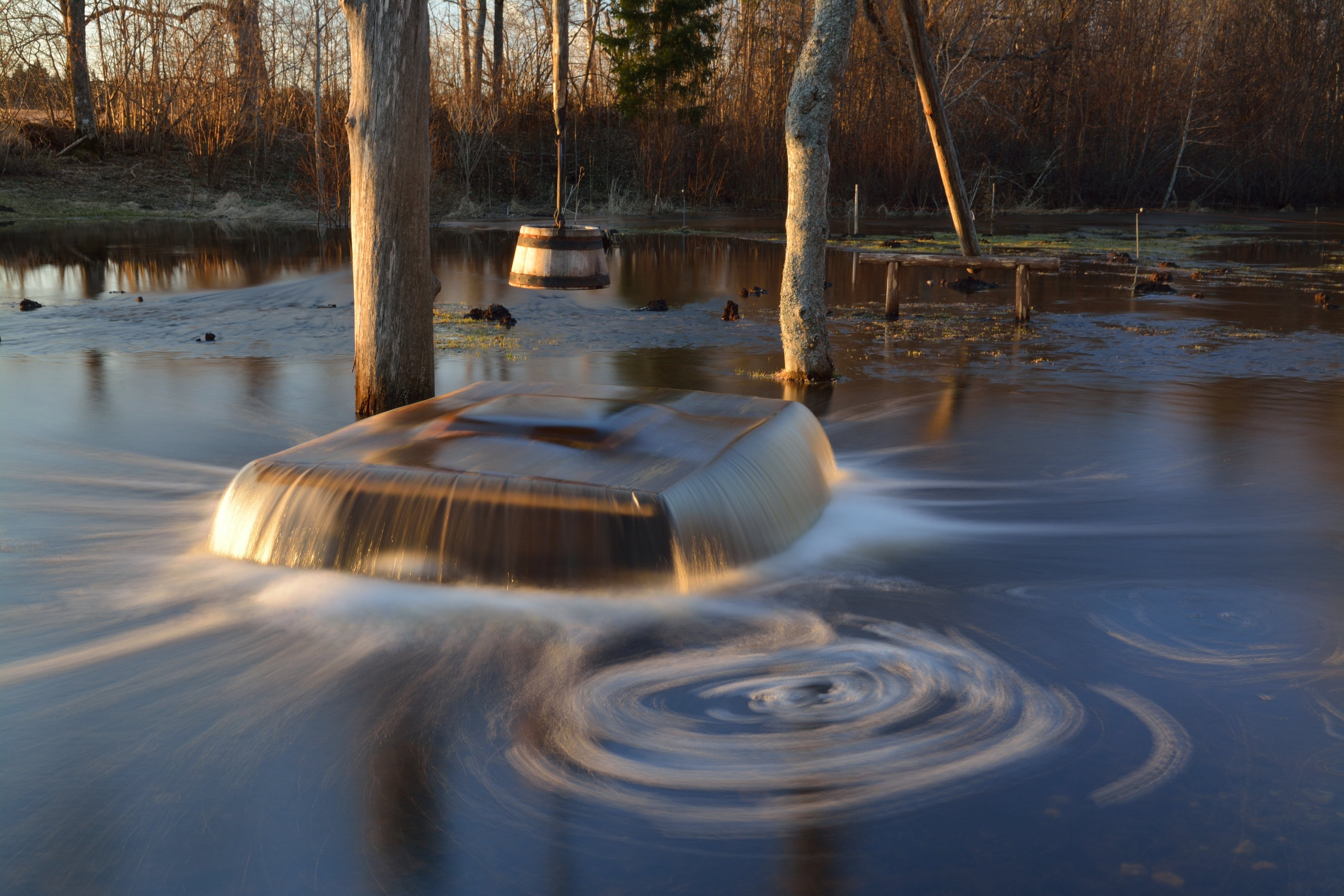
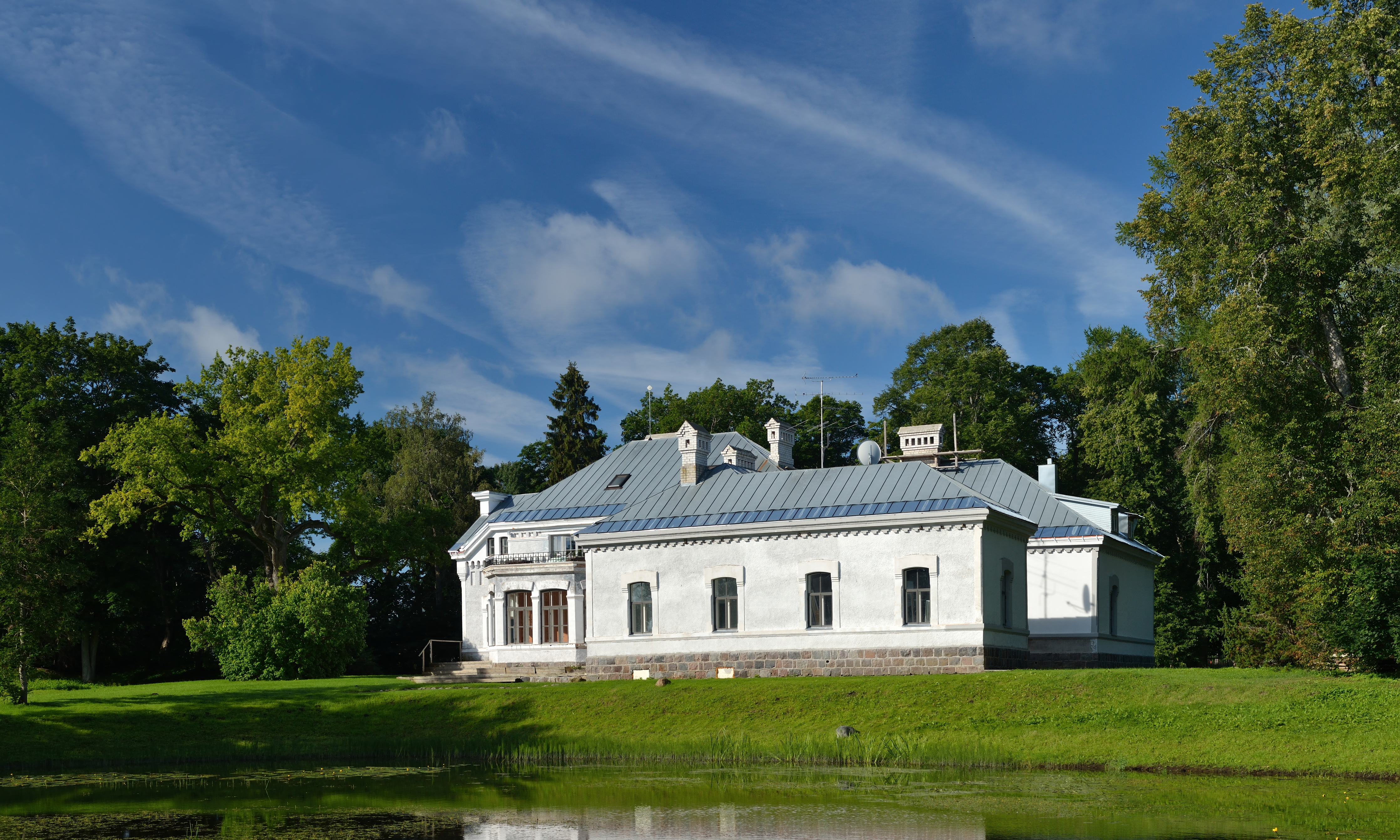
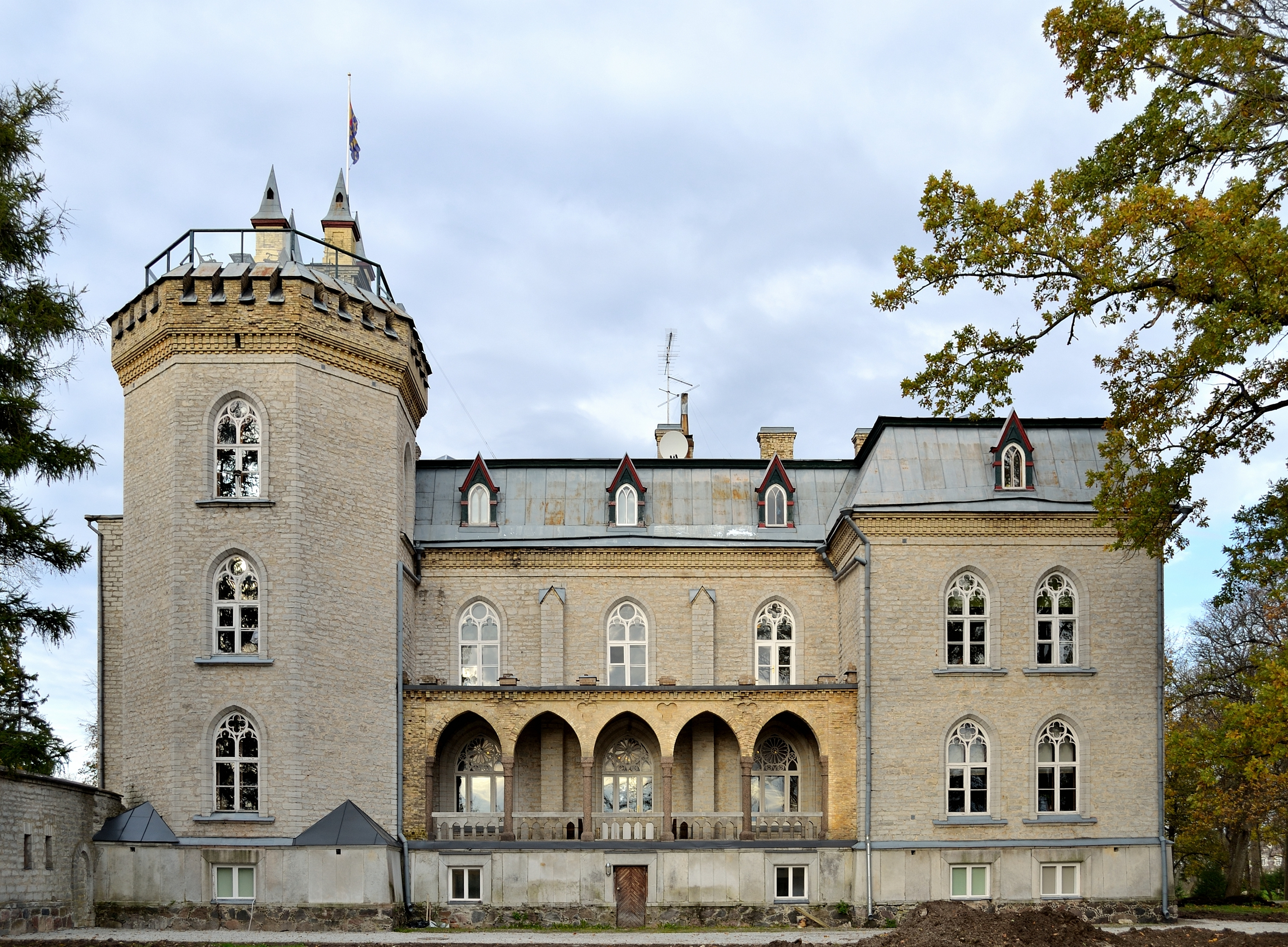
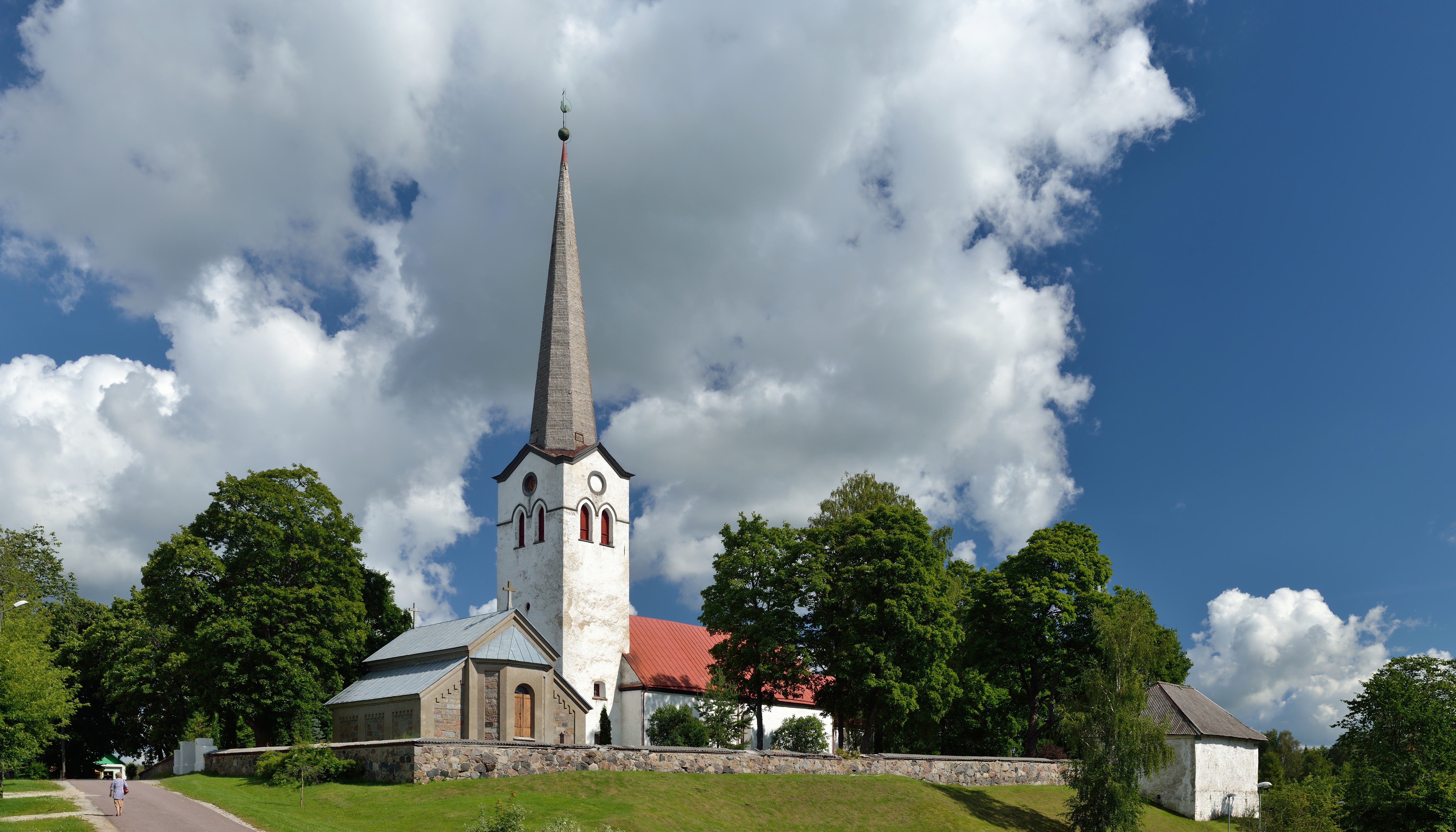
A Kose temploma
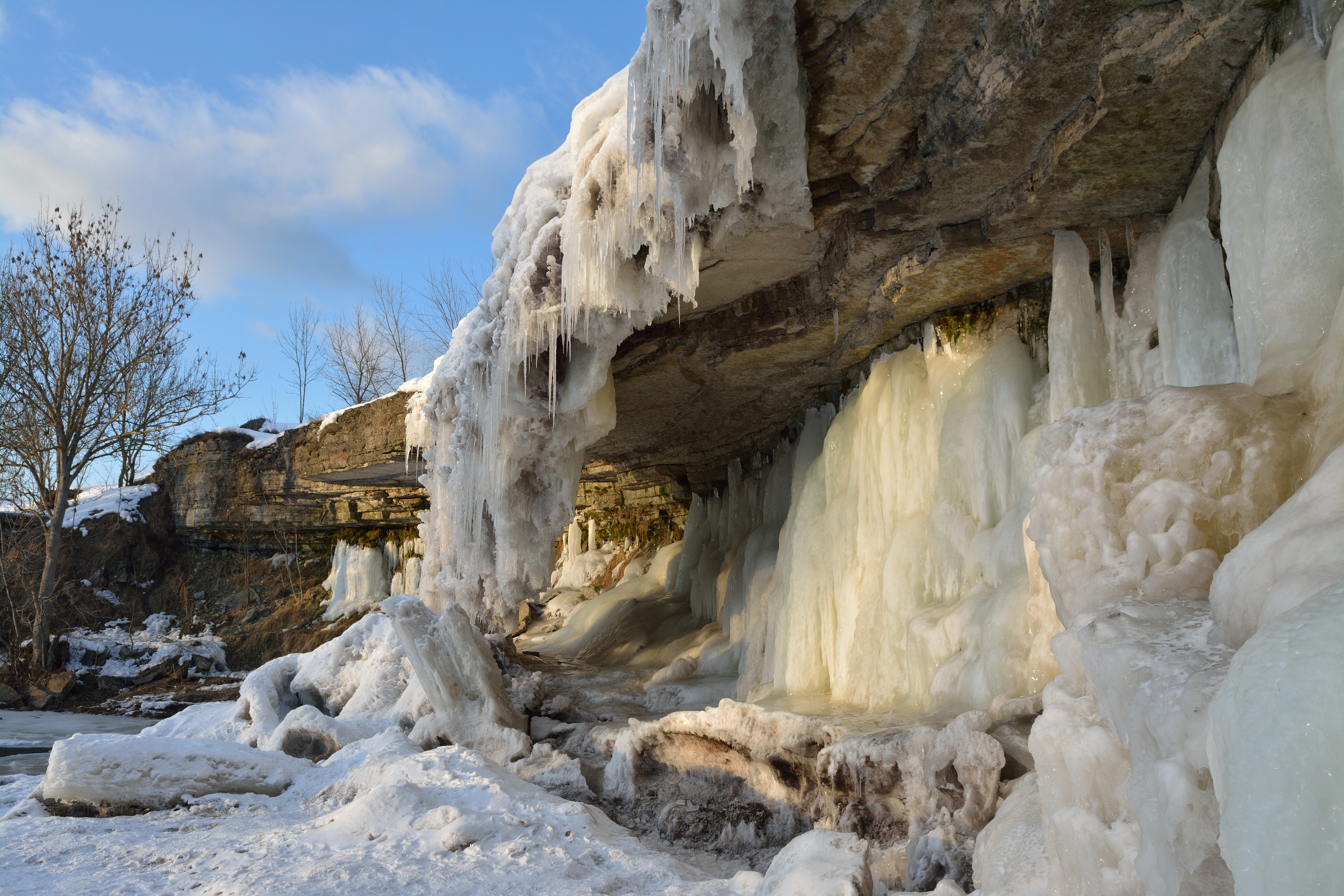
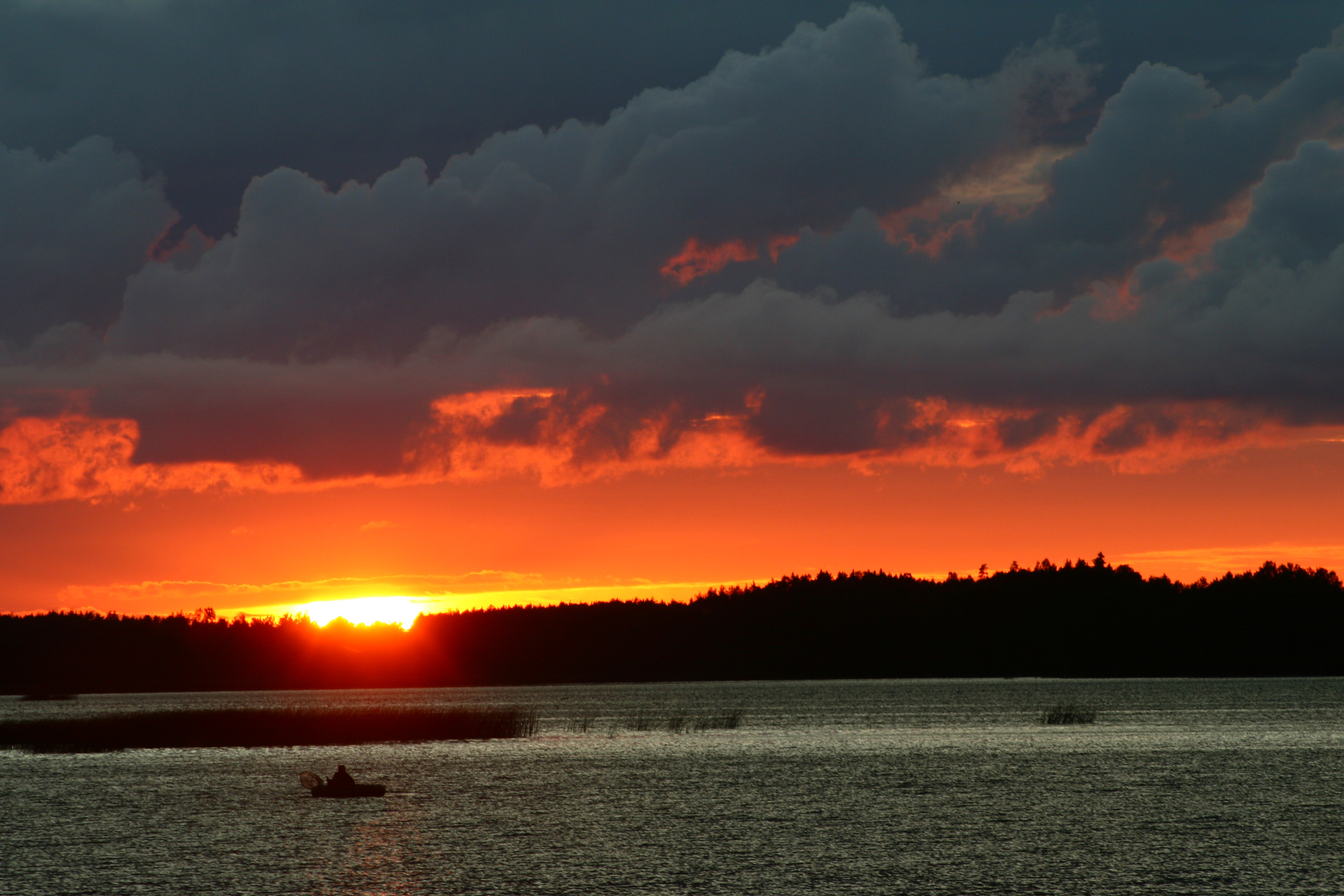
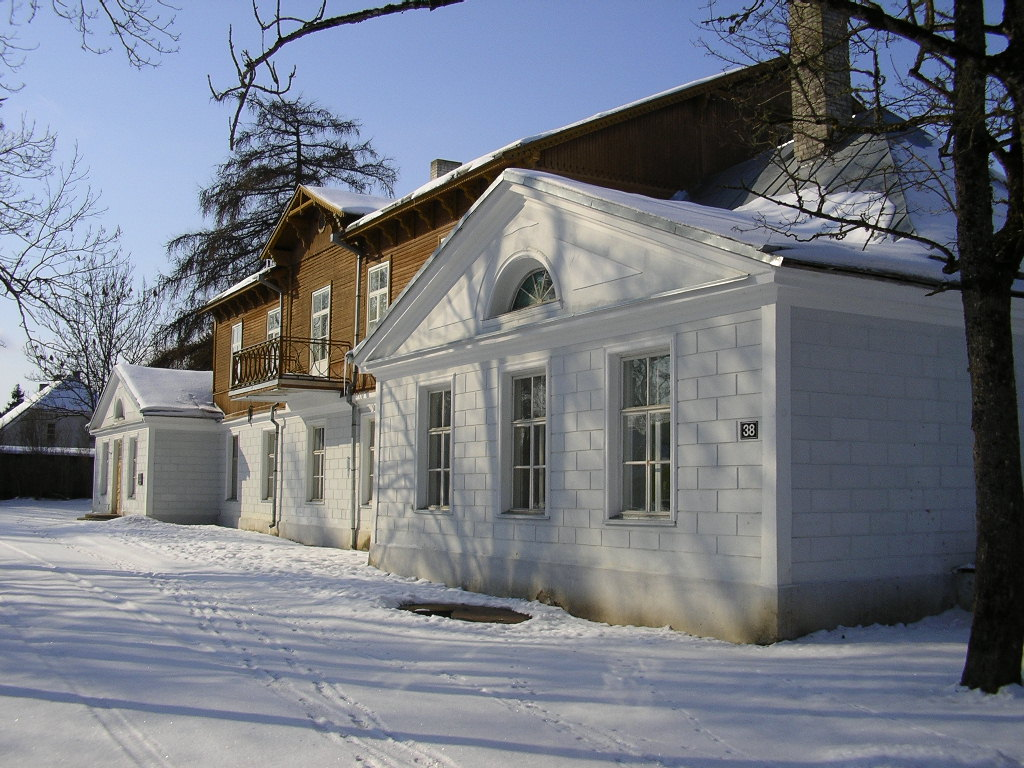
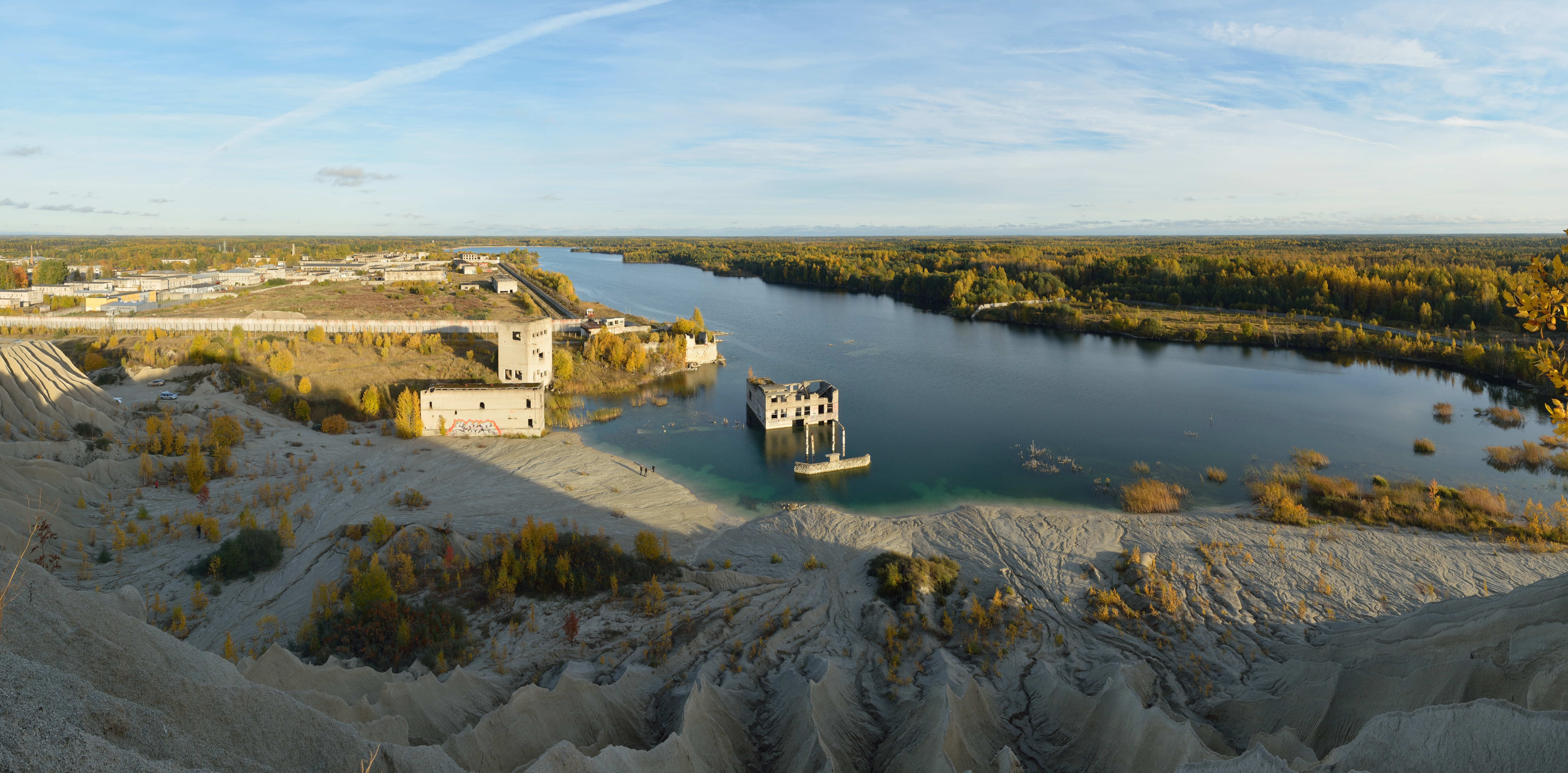
A rummui kőbánya